# إيما أدامو
إيما أدامو (بالإنجليزية: Emma Adamo) هي سيدة أعمال بريطانية، ولدت في عقد 1960.